# Patriot League
La Patriot League è una conference NCAA, associazione che raggruppa i college e le università degli Stati Uniti.
Fondata nel 1986 come Colonial League, cambiò il suo nome nel 1990. La sua sede si trova presso Center Valley, in Pennsylvania.

## Membri attuali
| - American Eagles - Army Black Knights - Boston University Terriers - Bucknell Bison - Colgate Raiders |  | - Holy Cross Crusaders - Lafayette Leopards - Lehigh Mountain Hawks - Loyola (Maryland) Greyhounds - Navy Midshipmen |

## Membri associati
- Fordham Rams (football americano)
- Georgetown Hoyas (football americano)
- MIT Engineers (canottaggio femminile)

### Futuri membri associati
- Richmond Spiders (football americano) – adesione il 1° luglio 2025
- Villanova Wildcats (football americano) – adesione il 1° luglio 2026
- William & Mary Tribe (football americano) – adesione il 1° luglio 2026

## Sport
- Atletica leggera maschile e femminile
- Baseball maschile
- Calcio maschile e femminile
- Canottaggio femminile
- Corsa campestre maschile e femminile
- Football americano maschile
- Golf maschile e femminile
- Hockey su prato femminile
- Lacrosse maschile e femminile
- Nuoto e tuffi maschile e femminile
- Pallacanestro maschile e femminile
- Pallavolo femminile
- Softball femminile
- Tennis maschile e femminile